# Partecipanti al Tour de France 2022
Elenco dei partecipanti al Tour de France 2022.

## Corridori per squadra
Nota: R ritirato, NP non partito, FTM fuori tempo massimo, SQ squalificato
| UAE Team Emirates           | UAE Team Emirates           | UAE Team Emirates           | Bahrain Victorious                 | Bahrain Victorious                 | Bahrain Victorious                 | Lotto Soudal            | Lotto Soudal                | Lotto Soudal            |
| --------------------------- | --------------------------- | --------------------------- | ---------------------------------- | ---------------------------------- | ---------------------------------- | ----------------------- | --------------------------- | ----------------------- |
| 1                           | Tadej Pogačar               | 2º                          | 81                                 | Jack Haig                          | R 5ª                               | 161                     | Caleb Ewan                  | 135º                    |
| 2                           | George Bennett              | NP 10ª                      | 82                                 | Damiano Caruso                     | NP 18ª                             | 162                     | Frederik Frison             | 131º                    |
| 3                           | Mikkel Bjerg                | 124º                        | 83                                 | Kamil Gradek                       | 118º                               | 163                     | Philippe Gilbert            | 76º                     |
| 4                           | Vegard Stake Laengen        | NP 8ª                       | 84                                 | Matej Mohorič                      | 86º                                | 164                     | Reinardt Janse van Rensburg | 132º                    |
| 5                           | Rafał Majka                 | NP 17ª                      | 85                                 | Luis León Sánchez                  | 14º                                | 165                     | Andreas Kron                | 73º                     |
| 6                           | Brandon McNulty             | 20º                         | 86                                 | Dylan Teuns                        | 19º                                | 166                     | Brent Van Moer              | 121º                    |
| 7                           | Marc Soler                  | FTM 16ª                     | 87                                 | Jan Tratnik                        | 72º                                | 167                     | Florian Vermeersch          | 108º                    |
| 8                           | Marc Hirschi                | 127º                        | 88                                 | Fred Wright                        | 55º                                | 168                     | Tim Wellens                 | NP 17ª                  |
| D.S.: Andrej Hauptman       | D.S.: Andrej Hauptman       | D.S.: Andrej Hauptman       | D.S.: Gorazd Štangelj              | D.S.: Gorazd Štangelj              | D.S.: Gorazd Štangelj              | D.S.: Mario Aerts       | D.S.: Mario Aerts           | D.S.: Mario Aerts       |
| Jumbo-Visma                 | Jumbo-Visma                 | Jumbo-Visma                 | Groupama-FDJ                       | Groupama-FDJ                       | Groupama-FDJ                       | Trek-Segafredo          | Trek-Segafredo              | Trek-Segafredo          |
| 11                          | Primož Roglič               | NP 15ª                      | 91                                 | David Gaudu                        | 4º                                 | 171                     | Mads Pedersen               | 99º                     |
| 12                          | Tiesj Benoot                | 36º                         | 92                                 | Antoine Duchesne                   | 62º                                | 172                     | Giulio Ciccone              | 59º                     |
| 13                          | Steven Kruijswijk           | R 15ª                       | 93                                 | Kevin Geniets                      | 48º                                | 173                     | Tony Gallopin               | 37º                     |
| 14                          | Sepp Kuss                   | 18º                         | 94                                 | Stefan Küng                        | 33º                                | 174                     | Alex Kirsch                 | R 6ª                    |
| 15                          | Christophe Laporte          | 75º                         | 95                                 | Olivier Le Gac                     | 88º                                | 175                     | Bauke Mollema               | 25º                     |
| 16                          | Wout Van Aert               | 22º                         | 96                                 | Valentin Madouas                   | 11º                                | 176                     | Quinn Simmons               | 67º                     |
| 17                          | Nathan Van Hooydonck        | NP 20ª                      | 97                                 | Thibaut Pinot                      | 15º                                | 177                     | Toms Skujiņš                | 61º                     |
| 18                          | Jonas Vingegaard            | 1º                          | 98                                 | Michael Storer                     | 35º                                | 178                     | Jasper Stuyven              | 81º                     |
| D.S.: Frans Maassen         | D.S.: Frans Maassen         | D.S.: Frans Maassen         | D.S.: Philippe Mauduit             | D.S.: Philippe Mauduit             | D.S.: Philippe Mauduit             | D.S.: Kim Andersen      | D.S.: Kim Andersen          | D.S.: Kim Andersen      |
| Ineos Grenadiers            | Ineos Grenadiers            | Ineos Grenadiers            | Alpecin-Deceuninck                 | Alpecin-Deceuninck                 | Alpecin-Deceuninck                 | TotalEnergies           | TotalEnergies               | TotalEnergies           |
| 21                          | Geraint Thomas              | 3º                          | 101                                | Mathieu van der Poel               | R 11ª                              | 181                     | Peter Sagan                 | 116º                    |
| 22                          | Daniel Martínez             | 30º                         | 102                                | Silvan Dillier                     | 60º                                | 182                     | Edvald Boasson Hagen        | 58º                     |
| 23                          | Jonathan Castroviejo        | 49º                         | 103                                | Michael Gogl                       | R 5ª                               | 183                     | Maciej Bodnar               | 115º                    |
| 24                          | Filippo Ganna               | 95º                         | 104                                | Alexander Krieger                  | 104º                               | 184                     | Mathieu Burgaudeau          | 68º                     |
| 25                          | Thomas Pidcock              | 17º                         | 105                                | Jasper Philipsen                   | 92º                                | 185                     | Pierre Latour               | 57º                     |
| 26                          | Luke Rowe                   | 106º                        | 106                                | Edward Planckaert                  | 110º                               | 186                     | Daniel Oss                  | NP 6ª                   |
| 27                          | Dylan van Baarle            | 32º                         | 107                                | Kristian Sbaragli                  | 71º                                | 187                     | Anthony Turgis              | 129º                    |
| 28                          | Adam Yates                  | 10º                         | 108                                | Guillaume Van Keirsbulck           | 123º                               | 188                     | Alexis Vuillermoz           | NP 10ª                  |
| D.S.: Steve Cummings        | D.S.: Steve Cummings        | D.S.: Steve Cummings        | D.S.: Christophe Roodhooft         | D.S.: Christophe Roodhooft         | D.S.: Christophe Roodhooft         | D.S.: Benoît Génauzeau  | D.S.: Benoît Génauzeau      | D.S.: Benoît Génauzeau  |
| AG2R Citroën Team           | AG2R Citroën Team           | AG2R Citroën Team           | Team DSM                           | Team DSM                           | Team DSM                           | Israel-Premier Tech     | Israel-Premier Tech         | Israel-Premier Tech     |
| 31                          | Ben O'Connor                | NP 10ª                      | 111                                | Romain Bardet                      | 7º                                 | 191                     | Chris Froome                | NP 18ª                  |
| 32                          | Geoffrey Bouchard           | NP 8ª                       | 112                                | Alberto Dainese                    | 100º                               | 192                     | Guillaume Boivin            | NP 21ª                  |
| 33                          | Mikaël Cherel               | NP 16ª                      | 113                                | John Degenkolb                     | 105º                               | 193                     | Simon Clarke                | NP 15ª                  |
| 34                          | Benoît Cosnefroy            | 91º                         | 114                                | Nils Eekhoff                       | 119º                               | 194                     | Jakob Fuglsang              | NP 16ª                  |
| 35                          | Stan Dewulf                 | 65º                         | 115                                | Chris Hamilton                     | 38º                                | 195                     | Guy Niv                     | 77º                     |
| 36                          | Bob Jungels                 | 12º                         | 116                                | Andreas Leknessund                 | 28º                                | 196                     | Hugo Houle                  | 24º                     |
| 37                          | Oliver Naesen               | R 11ª                       | 117                                | Martijn Tusveld                    | 64º                                | 197                     | Krists Neilands             | 79º                     |
| 38                          | Aurélien Paret-Peintre      | NP 16ª                      | 118                                | Kevin Vermaerke                    | R 8ª                               | 198                     | Michael Woods               | NP 21ª                  |
| D.S.: Julien Jurdie         | D.S.: Julien Jurdie         | D.S.: Julien Jurdie         | D.S.: Matthew Winston              | D.S.: Matthew Winston              | D.S.: Matthew Winston              | D.S.: Steve Bauer       | D.S.: Steve Bauer           | D.S.: Steve Bauer       |
| Bora-Hansgrohe              | Bora-Hansgrohe              | Bora-Hansgrohe              | Intermarché-Wanty-Gobert Matériaux | Intermarché-Wanty-Gobert Matériaux | Intermarché-Wanty-Gobert Matériaux | Team BikeExchange-Jayco | Team BikeExchange-Jayco     | Team BikeExchange-Jayco |
| 41                          | Aleksandr Vlasov            | 5º                          | 121                                | Alexander Kristoff                 | 102º                               | 201                     | Michael Matthews            | 78º                     |
| 42                          | Felix Großschartner         | 53º                         | 122                                | Sven Erik Bystrøm                  | 93º                                | 202                     | Jack Bauer                  | 122º                    |
| 43                          | Marco Haller                | 87º                         | 123                                | Kobe Goossens                      | 47º                                | 203                     | Luke Durbridge              | NP 10ª                  |
| 44                          | Lennard Kämna               | NP 16ª                      | 124                                | Louis Meintjes                     | 8º                                 | 204                     | Dylan Groenewegen           | 117º                    |
| 45                          | Patrick Konrad              | 16º                         | 125                                | Andrea Pasqualon                   | 51º                                | 205                     | Amund Grøndahl Jansen       | 133º                    |
| 46                          | Nils Politt                 | 56º                         | 126                                | Adrien Petit                       | 111º                               | 206                     | Christopher Juul Jensen     | 128º                    |
| 47                          | Maximilian Schachmann       | 46º                         | 127                                | Taco van der Hoorn                 | 125º                               | 207                     | Luka Mezgec                 | 101º                    |
| 48                          | Danny van Poppel            | 109º                        | 128                                | Georg Zimmermann                   | 44º                                | 208                     | Nick Schultz                | 23º                     |
| D.S.: Rolf Aldag            | D.S.: Rolf Aldag            | D.S.: Rolf Aldag            | D.S.: Hilaire Van Der Schueren     | D.S.: Hilaire Van Der Schueren     | D.S.: Hilaire Van Der Schueren     | D.S.: Matthew White     | D.S.: Matthew White         | D.S.: Matthew White     |
| Quick-Step Alpha Vinyl Team | Quick-Step Alpha Vinyl Team | Quick-Step Alpha Vinyl Team | Astana Qazaqstan Team              | Astana Qazaqstan Team              | Astana Qazaqstan Team              | B&B Hotels-KTM          | B&B Hotels-KTM              | B&B Hotels-KTM          |
| 51                          | Fabio Jakobsen              | 130º                        | 131                                | Aleksej Lucenko                    | 9º                                 | 211                     | Franck Bonnamour            | 66º                     |
| 52                          | Kasper Asgreen              | NP 9ª                       | 132                                | Aljaksandr Rabušėnka               | 97º                                | 212                     | Cyril Barthe                | 80º                     |
| 53                          | Andrea Bagioli              | 98º                         | 133                                | Joseph Dombrowski                  | 43º                                | 213                     | Alexis Gougeard             | 89º                     |
| 54                          | Mattia Cattaneo             | 96º                         | 134                                | Fabio Felline                      | R 17ª                              | 214                     | Jérémy Lecroq               | 126º                    |
| 55                          | Mikkel Honoré               | 112º                        | 135                                | Dmitrij Gruzdev                    | 114º                               | 215                     | Cyril Lemoine               | 113º                    |
| 56                          | Yves Lampaert               | 120º                        | 136                                | Gianni Moscon                      | R 8ª                               | 216                     | Luca Mozzato                | 103º                    |
| 57                          | Michael Mørkøv              | FTM 15ª                     | 137                                | Simone Velasco                     | 31º                                | 217                     | Pierre Rolland              | 69º                     |
| 58                          | Florian Sénéchal            | 107º                        | 138                                | Andrej Zejc                        | 39º                                | 218                     | Sebastian Schönberger       | 34º                     |
| D.S.: Klaas Lodewyck        | D.S.: Klaas Lodewyck        | D.S.: Klaas Lodewyck        | D.S.: Aleksandr Šefer              | D.S.: Aleksandr Šefer              | D.S.: Aleksandr Šefer              | D.S.: Samuel Dumoulin   | D.S.: Samuel Dumoulin       | D.S.: Samuel Dumoulin   |
| Movistar Team               | Movistar Team               | Movistar Team               | EF Education-EasyPost              | EF Education-EasyPost              | EF Education-EasyPost              |                         |                             |                         |
| 61                          | Enric Mas                   | NP 19ª                      | 141                                | Rigoberto Urán                     | 26º                                |                         |                             |                         |
| 62                          | Imanol Erviti               | NP 18ª                      | 142                                | Ruben Guerreiro                    | NP 9ª                              |                         |                             |                         |
| 63                          | Gorka Izagirre              | NP 21ª                      | 143                                | Alberto Bettiol                    | 41º                                |                         |                             |                         |
| 64                          | Matteo Jorgenson            | 21º                         | 144                                | Stefan Bissegger                   | 83º                                |                         |                             |                         |
| 65                          | Gregor Mühlberger           | 29º                         | 145                                | Owain Doull                        | 90º                                |                         |                             |                         |
| 66                          | Nelson Oliveira             | 52º                         | 146                                | Magnus Cort Nielsen                | NP 15ª                             |                         |                             |                         |
| 67                          | Albert Torres               | 134º                        | 147                                | Neilson Powless                    | 13º                                |                         |                             |                         |
| 68                          | Carlos Verona               | 27º                         | 148                                | Jonas Rutsch                       | 94º                                |                         |                             |                         |
| D.S.: José Vicente García   | D.S.: José Vicente García   | D.S.: José Vicente García   | D.S.: Charles Wegelius             | D.S.: Charles Wegelius             | D.S.: Charles Wegelius             |                         |                             |                         |
| Cofidis                     | Cofidis                     | Cofidis                     | Team Arkéa-Samsic                  | Team Arkéa-Samsic                  | Team Arkéa-Samsic                  |                         |                             |                         |
| 71                          | Guillaume Martin            | NP 9ª                       | 151                                | Nairo Quintana                     | 6º                                 |                         |                             |                         |
| 72                          | Pierre-Luc Périchon         | 63º                         | 152                                | Warren Barguil                     | NP 13ª                             |                         |                             |                         |
| 73                          | Simon Geschke               | 45º                         | 153                                | Maxime Bouet                       | 50º                                |                         |                             |                         |
| 74                          | Ion Izagirre                | 40º                         | 154                                | Amaury Capiot                      | 85º                                |                         |                             |                         |
| 75                          | Victor Lafay                | R 13ª                       | 155                                | Hugo Hofstetter                    | 82º                                |                         |                             |                         |
| 76                          | Anthony Perez               | 84º                         | 156                                | Matis Louvel                       | 74º                                |                         |                             |                         |
| 77                          | Benjamin Thomas             | 54º                         | 157                                | Łukasz Owsian                      | 42º                                |                         |                             |                         |
| 78                          | Max Walscheid               | NP 16ª                      | 158                                | Connor Swift                       | 70º                                |                         |                             |                         |
| D.S.: Alain Deloeuil        | D.S.: Alain Deloeuil        | D.S.: Alain Deloeuil        | D.S.: Yvon Ledanois                | D.S.: Yvon Ledanois                | D.S.: Yvon Ledanois                |                         |                             |                         |

### Legenda
| Dorsale       | Dorsale di partenza del ciclista | Posizione     | Posizione finale nella classifica generale               |
| Maglia gialla | Indica il vincitore della classifica generale                                                                                        | Maglia a pois | Indica il vincitore della classifica dei GPM             |
| Maglia verde  | Indica il vincitore della classifica a punti                                                                                         | Maglia bianca | Indica il vincitore della classifica dei giovani         |
| NP            | Indica un ciclista che non è ripartito in una tappa la mattina                                                                       | R             | Indica un ciclista che si è ritirato in una tappa        |
| FTM           | Indica un ciclista che ha concluso una tappa fuori tempo, ossia ha impiegato più tempo rispetto a quanto stabilito dal tempo massimo | EX            | Corridore escluso per non aver rispettato il regolamento |

## Ciclisti per nazione
Le nazionalità rappresentate nella manifestazione sono 30; in tabella il numero dei ciclisti suddivisi per la propria nazione di appartenenza:
| Numero ciclisti | Nazione                                        |
| --------------- | ---------------------------------------------- |
| 32              | Francia                                        |
| 18              | Belgio                                         |
| 14              | Italia                                         |
| 10              | Danimarca, Paesi Bassi                         |
| 9               | Australia, Germania, Spagna                    |
| 8               | Gran Bretagna                                  |
| 7               | Stati Uniti                                    |
| 6               | Austria, Norvegia                              |
| 5               | Slovenia                                       |
| 4               | Canada, Polonia, Svizzera                      |
| 3               | Colombia, Kazakistan, Lussemburgo              |
| 2               | Lettonia, Nuova Zelanda, Portogallo, Sudafrica |
| 1               | Bielorussia, Israele, Russia, Slovacchia       |

### Quadro d'insieme nazionalità e tappe
| Nazione       | Corridori partenti | Corridori arrivati | Tappe vinte                                                |
| ------------- | ------------------ | ------------------ | ---------------------------------------------------------- |
| Francia       | 32                 | 25                 | 1 (Christophe Laporte)                                     |
| Belgio        | 18                 | 15                 | 6 (3 Wout Van Aert, 2 Jasper Philipsen, Yves Lampaert)     |
| Italia        | 14                 | 10                 | -                                                          |
| Danimarca     | 10                 | 6                  | 4 (2 Jonas Vingegaard, Magnus Cort Nielsen, Mads Pedersen) |
| Paesi Bassi   | 10                 | 8                  | 2 (Fabio Jakobsen, Dylan Groenewegen)                      |
| Australia     | 9                  | 5                  | 2 (Simon Clarke, Michael Matthews)                         |
| Germania      | 9                  | 7                  | -                                                          |
| Spagna        | 9                  | 5                  | -                                                          |
| Gran Bretagna | 8                  | 7                  | 1 (Thomas Pidcock)                                         |
| Stati Uniti   | 7                  | 6                  | -                                                          |
| Austria       | 6                  | 5                  | -                                                          |
| Norvegia      | 6                  | 5                  | -                                                          |
| Slovenia      | 5                  | 4                  | 3 (3 Tadej Pogačar)                                        |
| Canada        | 4                  | 2                  | 1 (Hugo Houle)                                             |
| Polonia       | 4                  | 3                  | -                                                          |
| Svizzera      | 4                  | 4                  | -                                                          |
| Colombia      | 3                  | 3                  | -                                                          |
| Kazakistan    | 3                  | 3                  | -                                                          |
| Lussemburgo   | 3                  | 2                  | 1 (Bob Jungels)                                            |
| Lettonia      | 2                  | 2                  | -                                                          |
| Nuova Zelanda | 2                  | 1                  | -                                                          |
| Sudafrica     | 2                  | 2                  | -                                                          |
| Bielorussia   | 1                  | 1                  | -                                                          |
| Israele       | 1                  | 1                  | -                                                          |
| Russia        | 1                  | 1                  | -                                                          |
| Slovacchia    | 1                  | 1                  | -                                                          |
| Totale        | 176                | 135                | 21                                                         |